# Roeselare
Roeselare [ruseláre] je město v severozápadní Belgii, ve vlámské části, v provincii Západní Flandry. Roeselare leží na řece Mandel, na jih od města Bruggy. Během sčítání lidu roku 2013 mělo 58 823 obyvatel. Francouzský název města je Roulers.

## Historie
V minulosti bylo místo významným textilním a obchodním centrem. Koncem 15. století je dobylo a zpustošilo vojsko Maxmiliána Rakouského. Roku 1794 zde francouzská revoluční vojska porazila Rakušany. Významným momentem bylo vybudování říčního kanálu do Leie a připojení na železnici roku 1872, které podpořilo průmyslový charakter města. Ve městě převládala metalurgie, textilní a chemický průmysl. Ve městě též sídlí pivovar Rodenbach, založený roku 1821. Za první světové války město velice utrpělo, velká část musela být znovu postavena.

## Pamětihodnosti
- Kostel sv. Michala vybudovaný v letech 1497–1504
- Radnice na hlavním náměstí z 18. století, vystavěná v rokokovém stylu, která je na seznamu světového dědictví UNESCO (v rámci položky Zvonice v Belgii a Francii).
- Národní muzeum bicyklů
- Zámek Rumbeke (Kasteel van Rumbeke), nejstarší renesanční zámek v Belgii, který leží v těsné blízkosti Roeselare.

V Roeselare se narodili hudební skladatel Adriaan Willaert a vlámský básník Albrecht Rodenbach.
Ve městě sídlí fotbalový klub KSV Roeselare.